# Comuna Siliștea, Constanța
Siliștea este o comună în județul Constanța, Dobrogea, România, formată din satele Siliștea (reședința) și Țepeș Vodă.

## Demografie
Componența etnică a comunei Siliștea
     Români (78,99%)
     Tătari (2,7%)
     Alte etnii (0,34%)
     Necunoscută (17,97%)
Componența confesională a comunei Siliștea
     Ortodocși (76,71%)
     Musulmani (2,87%)
     Romano-catolici (1,35%)
     Alte religii (1,01%)
     Necunoscută (18,06%)
Conform recensământului efectuat în 2021, populația comunei Siliștea se ridică la 1.185 de locuitori, în scădere față de recensământul anterior din 2011, când fuseseră înregistrați 1.373 de locuitori. Majoritatea locuitorilor sunt români (78,99%), cu o minoritate de tătari (2,7%), iar pentru 17,97% nu se cunoaște apartenența etnică. Din punct de vedere confesional, majoritatea locuitorilor sunt ortodocși (76,71%), cu minorități de musulmani (2,87%) și romano-catolici (1,35%), iar pentru 18,06% nu se cunoaște apartenența confesională.

## Politică și administrație
Comuna Siliștea este administrată de un primar și un consiliu local compus din 9 consilieri. Primarul, Mihai Soare[*], de la Partidul Social Democrat, este în funcție din 2000. Începând cu alegerile locale din 2024, consiliul local are următoarea componență pe partide politice:
|  | Partid                          | Consilieri | Componența Consiliului | Componența Consiliului | Componența Consiliului | Componența Consiliului | Componența Consiliului |
|  | ------------------------------- | ---------- | ---------------------- | ---------------------- | ---------------------- | ---------------------- | ---------------------- |
|  | Partidul Social Democrat        | 5          |                        |                        |                        |                        |                        |
|  | Partidul Național Liberal       | 3          |                        |                        |                        |                        |                        |
|  | Alianța pentru Unirea Românilor | 1          |                        |                        |                        |                        |                        |